# Xie Yingqi
Xie Yingqi (né le 5 août 1958) est un athlète chinois, spécialiste du lancer du marteau.

## Biographie
Il remporte la médaille d'or du lancer du marteau lors des championnats d'Asie 1983 et championnats d'Asie 1987, et décroche par ailleurs la médaille d'argent en 1985 et la médaille de bronze en 1989. 

### Palmarès
| Date | Compétition         | Lieu      | Résultat | Épreuve           | Performance |
| ---- | ------------------- | --------- | -------- | ----------------- | ----------- |
| 1982 | Jeux asiatiques     | New Delhi | 3e       | Lancer du marteau | 64,48 m     |
| 1983 | Championnats d'Asie | Koweït    | 1er      | Lancer du marteau | 65,78 m     |
| 1985 | Championnats d'Asie | Djakarta  | 2e       | Lancer du marteau | 63,44 m     |
| 1987 | Championnats d'Asie | Singapour | 1er      | Lancer du marteau | 66,36 m     |
| 1989 | Championnats d'Asie | New Delhi | 3e       | Lancer du marteau | 65,72 m     |

### Records
| Épreuve           | Performance | Lieu  | Date       |
| ----------------- | ----------- | ----- | ---------- |
| Lancer du marteau | 70,28 m     | Pékin | 9 mai 1987 |